# Sárközi Lajos (gitáros)
Sárközi Lajos (Budapest, 1967. július 17. –) magyar heavy metal gitáros. Több, a magyar rock zenét meghatározó zenekarban megfordult, gitározott a Légió, a Sámán és az Omen zenekarokban, jelenleg a Kalapács tagja.
Sárközi a Pokolgép gitárosától, Nagyfi Lászlótól tanult gitározni, majd csatlakozott a Sámán együtteshez. A zenekar a sikertelenség miatt a '90-es évek elején feloszlott. 1994-ben Szekeres Tamás kilépett az Omenből, s az eredetileg felkérni kívánt Daczi Zsolt - mivel nem tudta vállalni a tagságot - Sárközit ajánlotta. Az Omenben együtt zenélt korábbi mesterével. Vele készült el az Omen legsikeresebb albuma a Jelek. A lemezen Sárközi is jócskán kivette részét a zeneszerzésből. Olyan slágerek kötődnek a nevéhez, mint a Pokoli évek, a Kurva vagy angyal vagy a Fagyott világ. Az Omen tagjaként három lemezen játszott, kettő stúdió és egy koncertlemezen. Vendégzenészként közreműködött az Ossian 1999-ben kiadott Az utolsó lázadó című EP-jén, a Hé, Te! című dalban. 2000-ben Kalapács József kilépése következtében az Omen felfüggesztette működését, Sárközi pedig a legendás magyar metál énekes, Kalapács névre keresztelt zenekarának felállításában segédkezett, amelynek azóta is oszlopos tagja.
Sárközi jelenleg Edwards Explorer (ez a fő hangszere) és Gibson Explorer gitárokon játszik . Korábban Jackson (Dinky,V), Ibanez Destroyer,  Hamer Specter, és Gibson Les Paul és Gibson SG gitárokat használt.
Felesége Nagyfi Renáta, Nagyfi László unokatestvére. Egy lányuk született,Lili.
2023-ben egészségügyi okok miatt pihenőre kényszerült, a Kalapács zenekarban Nagy Máté helyettesítette. 2024 júniusában tért vissza,  így a Kalapács  három gitárossal folytatja.

## Zenekarai
- Légió
- Sámán (1985-1987, 1990-1992)
- Omen (1994-2000)
- Kalapács (2000- )

## Diszkográfia

### Omen
- Jelek (1994)
- Koncert (1994)
- Idegen anyag (1997)
- Best of Omen (2004)

### Kalapács
- Ösztön (2002)
- Totem (2003)
- Keresztes háború (2005)
- Életreítélt (2006)
- Mítosz (2008)
- Apokalipszis (2009)
- Dühös nemzedék (2010)
- Poklok és mennyek között (2012)
- Enigma (2015)
- Örökfekete (2018)

### Egyéb
- Sámán - Sámán nagylemez (2005)
- Ossian - Az utolsó lázadó (1999)